# Molophilus subnitens
Molophilus subnitens är en tvåvingeart som beskrevs av Alexander 1946. Molophilus subnitens ingår i släktet Molophilus och familjen småharkrankar. Inga underarter finns listade i Catalogue of Life.